# 巴剌·斡罗纳儿台
巴剌·斡罗纳儿台（蒙古語轉寫：Bala Oronaurtai），13世紀初蒙古帝国千户长之一，蒙古尼伦诸部斡罗纳儿部出身，是海都汗幼子抄真斡儿帖该之子斡罗纳儿的后裔。
根据《元朝秘史》记载，1206年蒙古帝国建立時他被任命为千户长，功臣表排第35位。
他与排第49位的千户长巴剌·扯儿必同名巴剌，史料上全称他的氏族斡罗纳儿以区别。巴剌·斡罗纳儿台的事蹟不详，《元統癸酉進士録》记载山東濮州军户買閭的曾祖是斡罗台氏、八郎千户，八郎即巴剌·斡罗纳儿台。

## 传记资料
- 《蒙兀兒史記》卷第四十 列传第二十二
- 《新元史》卷128 列传第二十五